# Cantó d'Aurenja Oest
El cantó d'Aurenja Oest (en francès canton d'Orange-Ouest) és una antiga divisió administrativa francesa del departament de la Valclusa, situat al districte d'Avinyó. Té 3 municipis i part del d'Aurenja. Va desaparèixer el 2015.

## Municipis
- Cadarossa
- Castèunòu dau Papa
- Aurenja (part oest)
- Puegoulen

| Data d'elecció                           | Identitat       | Partit                | Qualitat |
| ---------------------------------------- | --------------- | --------------------- | -------- |
| 1970-1982                                | Louis Giorgi    | PCF                   |          |
| 1982-1988                                | Robert Pini     | RPR                   |          |
| 1988-1994                                | Jean Gatel      | PS                    |          |
| 1994-2002                                | Paul Durieu     | RPR                   |          |
| 2002-2012                                | Jacques Bompard | FN, després MPF i LdS |          |
| 2012-2015                                | Marie Brun      | LdS                   |          |
| les dades anteriors no són pas conegudes |                 |                       |          |
|                                          |                 |                       |          |